# نخستین لشکرکشی جانگسو به شیلا
نخستین لشکرکشی جانگسو به شیلا (۴۵۴–۴۶۸ میلادی)، اولین سری از اقدامات نظامی جانگسو، بیستمین امپراتور گوگوریو علیه پادشاهی شیلا بود که از سال ۴۵۴ تا ۴۶۸ میلادی صورت گرفت.

## پیش زمینه
شیلا از سال ۴۰۰ میلادی تحت نفوذ گوگوریو بود، در سال ۴۵۰ میلادی، سامجیک، فرماندار هاسلا در شیلا، یک فرماندار مرزی گوگوریو را کشت. این حادثه منجر به تنش در شبه‌جزیره کره گشت و به نبردهای مکرر در حوالی دژ سیلیگ (مرز شمالی شیلا) انجامید. شیلا به تنهایی توان مقابله با گوگوریو را نداشت و از این رو ائتلافی را با بکجه تشکیل داد تا در برابر گسترش جنوب‌گرایانه امپراتور جانگسو مقاومت کند، این ائتلاف بیش از ۱۰۰ سال به طول انجامید. پادشاه نولجی در سال ۴۵۴ میلادی روابط خود را با گوگوریو قطع کرد. این اقدام شیلا را از وضعیت تابعیت خارج کرد و به عنوان یک چالش مستقیم برای هژمونی گوگوریو در شبه‌جزیره کره تلقی شد.

## شرح نبرد
در سال ۴۵۴ میلادی امپراتور جانگسو بلافاصله پس از این جریانات در پاسخ با لشکری به مرز شمالی شیلا یورش برد. جز اشاره به حمله به مرز شمالی شیلا، جزئیات بیشتری در منابع ذکر نشده است.
۱۴ سال بعد یعنی در فوریهٔ ۴۶۸ میلادی، گوگوریو با یورش نهایی خود موفق شد دژ استراتژیک سیلجیک‌ را تصرف کند. در تاریخ سه پادشاهی آمده است که جانگسو شخصاً در این نبرد حضور داشت و ارتش منظم گوگوریو را همراه با حدود ۱۰٫۰۰۰ جنگجوی مالگال (مردمی از منچوری) رهبری کرد. لازم به ذکر است که شیلا در آن زمان با پادشاهی بکجه پیمان نظامی داشت و همین مسئله سبب خصومت شیلا با گوگوریو شد. این حمله منجر به تصرف نقاط استراتژیک هاسلا و دژ سیلجیک‌ شد. این شهرها دروازه‌هایی به مناطق شرقی شیلا بودند و تصرف آن‌ها به گوگوریو امکان پیشروی بیشتر در این منطقه را می‌داد. این پیروزی، قلمرو گوگوریو را به بخش‌هایی از استان گانگ‌وون گسترش داد.